# Illinois River (Mississippi River)
Der Illinois River ist einer der Hauptzuflüsse des Mississippi River, etwa 440 km lang, und entwässert ein Gebiet von 72.701 Quadratkilometern.  
Der Fluss verläuft vollständig innerhalb des US-Bundesstaates Illinois. Er hatte für die Indianer und für französische Händler des 17. und 18. Jahrhunderts eine große Bedeutung als Verbindung zwischen den Großen Seen und dem Mississippi. Seit dem 19. Jahrhundert bildet er einen Teil des Illinois Waterway.  

## Verlauf
Der Illinois wird durch den Zusammenfluss der Flüsse Kankakee River und Des Plaines River im östlichen Teil des Grundy County gebildet, etwa 16 km südwestlich von Joliet. Er durchfließt den mittleren Teil von Illinois und mündet im Jersey County bei Grafton (knapp 60 km nordwestlich von St. Louis) in den Mississippi River.

## Orte am Illinois River (in Flussrichtung)
- Morris
- Seneca
- Marseilles
- Ottawa
- Naplate
- North Utica
- Oglesby
- La Salle
- Peru
- Spring Valley
- Hennepin
- Henry
- Lacon
- Chillicothe
- Rome
- Spring Bay
- Peoria Heights
- Peoria
- East Peoria
- Creve Coeur
- Pekin
- Kingston Mines
- Liverpool
- Havana
- Bath
- Browning
- Beardstown
- Meredosia
- Naples
- Valley City
- Florence
- Kampsville
- Hardin
- Grafton